# Камворор, Джеффри
Джеффри Кипсанг Камворор (англ. Geoffrey Kipsang Kamworor, род. 22 ноября 1992 или 28 ноября 1992, Чепкория) — кенийский легкоатлет, рекордсмен мира в полумарафоне, серебряный призёр чемпионата мира в беге на 10 000 м (2015), многократный чемпион мира в полумарафоне и кроссе.

## Биография

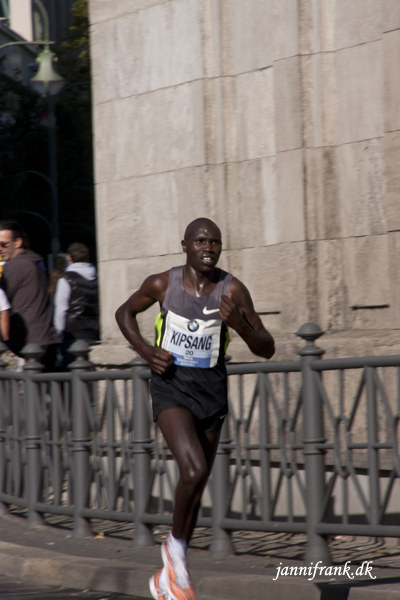
Камворор на Берлинском марафоне 2012 года

Чемпион мира по кроссу 2011 года в личном первенстве и в командном зачёте среди юниоров. Победитель Берлинского полумарафона 2011 года с результатом 1:00.38. На соревнованиях Prefontaine Classic 2011 года занял 10-е место в беге на 10 000 метров с личным рекордом — 27.06,35. На Берлинском марафоне 2011 года был пейсмейкером. Победитель пробега World 10K Bangalore 2012 года. Чемпион мира по кроссу в 2015 году в личном первенстве и серебряный призёр в командном.
Победитель кросса Cross Internacional de Itálica 2012 года. Занял 3-е место на Берлинском марафоне 2012 года с личным рекордом 2:06.12. Победитель Рас-эль-Хаймского полумарафона 2013 года с личным рекордом 58.54. 29 сентября 2013 года занял 3-е место на Берлинском марафоне, показав время 2:06.26.
23 февраля 2014 года занял 6-е место на Токийском марафоне с результатом 2:07.37. 29 марта стал чемпионом мира по полумарафону с результатом 59.07.
28 сентября занял 4-е место на Берлинском марафоне — 2:06.39. По ходу марафона он установил мировой рекорд на дистанции 30 километров — 1:27.37. 23 ноября занял 2-е место на полумарафоне в Дели — 59.07.
В сезоне 2015 года выиграл соревнования по кроссу в Найроби. Затем занял 2-е место на чемпионате Кении по кроссу. 28 марта года стал чемпионом мира по кроссу в личном первенстве, а также выиграл серебряную медаль в командном зачёте.
1 ноября стал серебряный призёром Нью-Йоркского марафона — 2:10.48.
15 сентября 2019 года в Копенгагене, Дания на трассе с золотой маркой IAAF установил мировой рекорд в полумарафоне — 58:01, улучшив предыдущий, прошлогодний, мировой рекорд Абрахама Киптума на 17 секунд.

## Рекорды на основных соревнованиях
| 2011 | Чемпионат мира по бегу по пересечённой местности      | Пунта-Умбрия, Испания    | 1ый  | Юниорский забег  | 22:21     |
| 2012 | Берлинский марафон                                    | Берлин, Германия         | 3ый  | Марафон          | 2:06:12   |
| 2013 | Роттердамский марафон                                 | Роттердам, Нидерланды    | 4ый  | Марафон          | 2:09:12   |
| 2013 | Берлинский марафон                                    | Берлин, Германия         | 3ый  | Марафон          | 2:06:26   |
| 2014 | Токийский марафон                                     | Токио, Япония            | 6ый  | Марафон          | 2:07:37   |
| 2014 | Чемпионат мира по полумарафону 2014                   | Копенгаген, Дания        | 1ый  | Полумарафон      | 59:08     |
| 2014 | Чемпионат мира по полумарафону 2014                   | Копенгаген, Дания        | 2ый  | Команда          | 2:59:38   |
| 2014 | Берлинский марафон                                    | Берлин, Германия         | 4ый  | Марафон          | 2:06:39   |
| 2015 | Чемпионат мира по бегу по пересечённой местности 2015 | Гуйян, Китай             | 1ый  | Взрослый забег   | 34:52     |
| 2015 | Чемпионат мира по бегу по пересечённой местности 2015 | Гуйян, Китай             | 2nd  | Взрослая команда | 20 баллов |
| 2015 | Чемпионат мира по лёгкой атлетике 2015                | Пекин, Китай             | 2ый  | 10 000 м         | 27:01.76  |
| 2015 | Нью-Йоркский марафон                                  | Нью-Йорк, США            | 2ый  | Марафон          | 2:10:48   |
| 2016 | Чемпионат мира по полумарафону 2016                   | Кардифф, Великобритания  | 1ый  | Полумарафон      | 59:10     |
| 2016 | Чемпионат мира по полумарафону 2016                   | Кардифф, Великобритания  | 1ый  | Команда          | 2:58:58   |
| 2016 | Летние Олимпийские игры 2016                          | Рио-де-Жанейро, Бразилия | 11ый | 10 000 м         | 27:31.94  |
| 2017 | Чемпионат мира по бегу по пересечённой местности 2017 | Кампала, Уганда          | 1ый  | 10 000 м         | 28:24     |
| 2017 | Чемпионат мира по бегу по пересечённой местности 2017 | Кампала, Уганда          | 2ый  | Взрослая команда | 22 балла  |
| 2017 | Чемпионат мира по лёгкой атлетике 2017                | Лондон, Великобритания   | 6ый  | 10 000 м         | 26:57.77  |
| 2017 | Нью-Йоркский марафон                                  | Нью-Йорк, США            | 1ый  | Марафон          | 2:10:53   |
| 2018 | Чемпионат мира по полумарафону 2018                   | Валенсия, Испания        | 1ый  | Полумарафон      | 60:02     |
| 2018 | Чемпионат мира по полумарафону 2018                   | Валенсия, Испания        | 2ый  | Команда          | 3:02:40   |
| 2018 | Нью-Йоркский марафон                                  | Нью-Йорк, США            | 3ый  | Марафон          | 2:06:26   |
| 2019 | Чемпионат мира по бегу по пересечённой местности 2019 | Орхус, Дания             | 3rd  | Взрослый забег   | 31:55     |
| 2019 | Чемпионат мира по бегу по пересечённой местности 2019 | Орхус, Дания             | 2ый  | Взрослая команда | 43 балла  |
| 2019 | Нью-Йоркский марафон                                  | Нью-Йорк, США            | 1ый  | Марафон          | 2:08:13   |